# 日本健康学会
日本健康学会（にほんけんこうがっかい、英名: The Japanese Society of Health and Human Ecology、JSHHE) とは、日本の学術団体のひとつ。
創設者は生理学者の永井潜。2017年4月に日本民族衛生学会から改名した。全国公衆衛生関連学協会連絡協議会加盟団体。「健康」を掲げる医学系学会であることを特徴としている。
1931年に機関紙『民族衛生』を創刊した。当初は優生思想に基づいた学会であったが、1950年代後半以降は優生思想から離れた。

## 優生思想との係わり
1930年に設立された日本民族衛生学会は、1935年に「日本民族衛生協会」と名称を変更し、「啓蒙運動団体としての性格をより強化」し、混血の否定や断種を推進する活動をした。1932年、理事長永井潜は日本民族について「優秀民族の立場からすれば、成るべく血統の純精を計り、混血を避くべき」と主張した。1933年、優生思想に基づき、精神病や性病等を防ぐための配偶者の相談者を受け付ける優生結婚相談所を設置・運営した。1936年、永井は理事らと連名で、日本国民の中で「素質の劣悪なる者の数を制限すると共に、優秀なる者の数を増加せしめ」ることが民族衛生の使命であると述べ、優生学の考えに基づく断種法の制定を建議した。
1957年に永井が逝去すると、1958年に民族衛生学会は日本民族衛生協会から離脱し、独自の運営を行う学術団体となった。1958年当時の理事長福田邦三によれば、創立当時の学会は優生運動を主要課題としていたが、戦後は方針を転換して「民族衛生」という言葉を再定義したという。
2014年、日本民族衛生学会代表であった豊川裕之は、この学会は創立当時においても優生学の学会ではなかったとし、「当時、圧倒的に優勢だった要素還元主義・人体機械論及び決定論的パラダイムから距離を保」ったと主張した 。これに対して、2017年、「日本健康学会」への改名をきっかけに、設立経緯を含め、学会がいかに優生思想に関与したかの歴史を検証する取り組みが行われた。その結果、国民優生法の成立に民族衛生学会を含む協会が強く関与したり、断種法や日本民族優生保護法などの法案の案文作りに積極的に関与したりと、一貫して優生思想を推進したことが明らかとなった。学会は「遺伝要因の環境要因に対する優位性が主張されたことを考えると、広い意味での環境要因を重視する現在に至るまで、結果的に180°の方向変換を遂げてきた」と総括した。